# Jevstachij Prokopčyc
Jevstachij Prokopčyc, ukrajinskou cyrilicí Євстахій Прокопчиць (1806 – 2. října 1856 Tarnopol), byl rakouský publicista, pedagog a politik rusínské (ukrajinské) národnosti z Haliče, během revolučního roku 1848 poslanec Říšského sněmu.

## Biografie
Působil jako učitel, jazykovědec a politický činovník. Absolvoval duchovní seminář ve Lvově. Stal se gymnaziálním učitelem ve Stanislavově, v letech 1849–1856 byl pedagogem v Tarnopolu. V červenci 1851 byl ustanoven prvním řádným ředitelem tamního klasického osmiletého německého gymnázia. Byl autorem veršů a jazykovědných a pedagogických studií. Roku 1849 se uvádí jako Eustach Prokopczyc, gymnaziální učitel ve Stanislavově.
Během revolučního roku 1848 se zapojil do veřejného dění. Ve volbách roku 1848 byl zvolen i na ústavodárný Říšský sněm. Zastupoval volební obvod Marijampil. Tehdy se uváděl coby profesor a gymnaziální učitel. Náležel ke sněmovní pravici.